# Gorgota, Prahova
Gorgota este satul de reședință al comunei cu același nume din județul Prahova, Muntenia, România.
Așezarea este atestată documentar în anul 1794.
În 1861, satul făcea parte din plasa Câmpu și avea 180 de gospodării și 190 de familii împreună cu satul Potigrafu.